# Arthur von Duniecki
Arthur von Duniecki (* 20. August 1881 in Wien; † April oder Anfang Mai 1954 ebenda) war ein österreichischer Schauspieler bei Theater und Film sowie ein Regisseur bei Bühne und Rundfunk.

## Leben und Wirken
Duniecki begann seine Bühnenlaufbahn zur Jahrhundertwende. Noch vor dem Ersten Weltkrieg fand er Engagements in so wichtigen Theaterstädten wie Wien (Deutsches Volkstheater) und München (Schauspielhaus). Nach dem Krieg erhielt er nur noch sporadisch Festengagements, die ihn beispielsweise 1930/31 ans Stadttheater von Aussig (dort auch Regie) und zwei Jahre später an die Komödie Wien führte. Gelegentliche Ausflüge zum Film brachten ihn auch zumeist kleine Nebenrollen – Ausnahme: eine der Hauptrollen in dem späten österreichischen Stummfilmkrimi Die Tat des Andreas Harmer – ein.
Zu dieser Zeit hatte sich Arthur von Duniecki beruflich bereits umorientiert. Im österreichischen Rundfunk leistete Duniecki Pionierarbeit. Hier war er anfänglich als Sprecher tätig. Ab 1939 wirkte er als Spielleiter beim Reichssender Wien und ab 1945 neuerlich in der RAVAG, diesmal wieder als Schauspieler und als Regisseur. Sein Sohn Artur Paul Duniecki (* 1939) wirkte als Kinderdarsteller bis 1954 in einer Vielzahl von Schulfunksendungen, aber auch bei einigen Hörspielen mit. Auch im Sender Rot-Weiß-Rot erhielt er Kinderrollen. In späteren Jahren entschied sich Artur Duniecki junior zum Berufswechsel und wurde Architekt.

## Filmografie (komplett)
- 1930: Die Tat des Andreas Harmer
- 1932: Mikrophon auf Reisen
- 1934: Kleine Mutti
- 1935: Eva
- 1942: Wien 1910